# El bo i millor d'ambdós mons
"El bo i millor d'ambdós mons" (títol original en anglès "The Best of Both Worlds") és el 26è i últim episodi de la tercera temporada alhora que el primer de la quarta temporada de la sèrie de televisió de ciència-ficció estatunidenca Star Trek: La nova generació, i el 74è i 75è de tota la sèrie. La primera part es va emetre originalment el 18 de juny de 1990 i la segona el 24 de setembre de 1990 en redifusió als Estats Units. El guió va ser creat per Michael Piller. Va ser dirigit per Cliff Bole.
Ambientada al segle XXIV, la sèrie segueix les aventures de la tripulació de la nau de la Flota Estel·lar de la Federació Enterprise-D sota el comandament del capità Jean-Luc Picard. En aquest episodi de dues parts, l' Enterprise ha de lluitar contra els Borg que estan decidits a conquerir la Terra, amb un Capità Picard capturat i assimilat com a emissari. La part 1 va ser el final de la temporada 3, mentre que la part 2 va ser l'estrena de temporada quarta. Es considera un dels episodis de Star Trek més populars.
L'abril de 2013, "El bo i millor d'ambdós mons" es va tornar a estrenar editat conjuntament com un únic llargmetratge, llançat en disc Blu-ray i mostrat com a esdeveniment d'una nit a les sales de cinema.

## Argument

### Part I
La nau estel·lar Enterprise respon a una crida de socors de la colònia de la Federació a Jouret IV i arriba per descobrir la colònia desapareguda. La Federació sospita dels Borg—una ment rusc d'humanoides cibernètics.
L'almirall Hanson de la Flota Estel·lar arriba a bord de l' Enterprise amb el tinent comandant Shelby, un expert en els Borg, que ajuda la tripulació a determinar la causa de la desaparició de la colònia. Hanson informa al Capità Picard que al Comandant Riker se li ha ofert el comandament de la nau espacial Melbourne i suggereix que Riker prengui el càrrec, després d'haver-lo rebutjat dues vegades anteriorment. La investigació de Shelby confirma que la colònia va ser destruïda pels Borg. La tensió sorgeix entre Riker i l'ambiciós Shelby, que vol fer-se amb el seu càrrec de primer oficial; en un moment donat, Shelby passa per davant de Riker per suggerir-li a Picard que l' Enterprise es divideix en les seves seccions de plat i d'estrella, després que Riker rebutgi la idea.
Hanson avisa a Picard que un altre vaixell de la Federació es va trobar amb una nau estranya "com un cub" abans d'enviar una crida de socors que va acabar bruscament. L' Enterprise es mou per interceptar-lo i s'enfronta a un cub Borg. Els Borg demanen que Picard es rendeixi, cosa que ell rebutja. Els Borg tanquen la nau amb un raig tractor i comencen a tallar el casc. Shelby suggereix canviar aleatòriament la freqüència dels fasers de la nau per evitar que els Borg s'adaptin a l'atac, la qual cosa allibera la nau. L' Enterprise s'escapa a una nebulosa propera, on l'enginyer en cap Geordi La Forge i l'alferes Wesley Crusher adapten una tècnica suggerida per Shelby per modificar el plat deflector de la nau per disparar una descàrrega d'energia massiva capaç de destruir el cub Borg. Els Borg treuen l' Enterprise de la nebulosa, s'embarquen a la nau i segresten Picard. El Borg Cube es mou a una velocitat de curvatura cap a la Terra, amb l' Enterprise perseguint-lo.
"Sóc Locutus de Borg. La resistència és inútil. 
La teva vida tal com ha estat s'ha acabat. A partir d'aquest moment, ens serviràs...". 
Riker, ara al comandament de la nau, es prepara per unir-se a un equip mòbil per abordar el Cub per rescatar en Picard, però la Consellera Troi li recorda que ara el seu lloc és al pont. Shelby porta l'equip visitant al cub Borg, on són ignorats pels drons Borg. L'equip localitza l'uniforme i el comunicador de Picard i destrueix els nodes de poder dins del cub, forçant-lo a sortir de curvatura. Mentre l'equip es prepara per transportar de tornada a l' Enterprise, veuen en Picard, amb adjunts cibernètics que el converteix en un dron Borg. Els Borg  contacten l' Enterprise, parlant a través de Picard; s'identifica com "Locutus de Borg" i els diu que "La resistència és inútil". Riker ordena a Worf que dispari el plat deflector.

### Part II
La descàrrega del plat deflector no té cap efecte sobre el cub Borg; Locutus revela que els Borg es van preparar per a l'atac utilitzant el coneixement de Picard. El cub Borg continua a una velocitat de curvatura cap a la Terra, sense que l' Enterprise paralitzat no pugui seguir-lo. En informar del seu fracàs a Hanson, Riker és ascendit a capità i fa de Shelby el seu primer oficial. La tripulació s'assabenta que una flota de naus estel·lars s'està concentrant a Wolf 359 per aturar els Borg. Guinan, la cambrera de l' Enterprise i amic de Picard, suggereix a Riker que "deixés anar Picard", ja que el coneixement de Picard s'està utilitzant per frustrar les tàctiques de la Flota Estel·lar, per tal de derrotar els Borg i possiblement salvar la vida de Picard.
L' Enterprise arriba a Wolf 359 per trobar que la flota ha estat destruïda, inclosa la Melbourne. Segueix el rastre de curvatura del cub fins a un punt d'intercepció, on Riker s'ofereix a negociar amb Locutus. La sol·licitud és denegada, però la comunicació revela la ubicació de Locutus dins del cub. Riker ordena que l' Enterprise se separi en seccions de plat i d'estrella, però contràriament al suggeriment original de Shelby, Riker ordena que la secció de plat en lloc de l'estrella dispari al cub, interrompent els seus sensors de manera que una llançadora pilotada per Data i Worf pot evitar els escuts Borg, permetent-los transportar a bord del cub. Segresten Locutus, encara que els Borg ho ignoren i continuen cap a la Terra.
Data i la Dra. Crusher crea una enllaç neuronal amb Locutus per accedir a la consciència col·lectiva dels Borg. Data intenta utilitzar l'enllaç per desactivar les armes i els sistemes defensius dels Borg, però no pot, ja que estan protegits per protocols de seguretat. Picard s'allibera del control Borg prou com per murmurar, "dormir". Data s'adona que Picard suggereix accedir a les subrutines de regeneració Borg, que estan menys protegides que els sistemes clau com les armes o el poder. Data envia una ordre als Borg perquè entrin en mode de repòs, fent que les seves armes i escuts es desactivin. Es genera un bucle de retroalimentació al cub Borg, que destrueix la nau. La Dra. Crusher i Data eliminen els implants i augments Borg de Picard.
L' Enterprise està esperant reparacions en una drassana orbital, i Riker, tot i que se li ofereix el comandament de la seva pròpia nau, insisteix a romandre com a primer oficial. Shelby és reassignat a un grup de treball dedicat a reconstruir la flota. Picard es recupera, però encara està pertorbat pel seu calvari.

## Repartiment i doblatge al català
La sèrie va ser doblada al català pels estudis Tramontana (primera part) i Soundtrack (segona part) i emesa a TV3 l’any 1991. Els dobladors de l'episodi foren:
| Personatge            | Actor/actriu      | Veu en català            |
| --------------------- | ----------------- | ------------------------ |
| Jean-Luc Picard       | Patrick Stewart   | Joan Crosas              |
| William Riker         | Jonathan Frakes   | Antoni Forteza           |
| Data                  | Brent Spinner     | Joaquim Sota             |
| Geordi La Forge       | LeVar Burton      | Aleix Estadella          |
| Worf                  | Michael Dorn      | Enric Arquimbau          |
| Beverly Crusher       | Gates McFadden    | Aurora Garcia            |
| Deanna Troi           | Marina Sirtis     | Victòria Pagès           |
| Wesley Crusher        | Will Wheaton      | Roger Pera               |
| Guinan                | Whoopi Goldberg   | Montserrat Garcia Sagués |
| Comandant Shelby      | Elizabeth Dennehy | Maifé Gil                |
| Almirall J. P. Hanson | George Murdock    | Manuel Lázaro            |
| Veu del Cub Borg      |                   | Joan Pera                |
| Gleason               | Todd Merrill      | Josep Maria Mas          |
| Miles O'Brien         | Colm Meaney       | Xavier Fernández         |

## Producció

### Desenvolupament
El productor executiu Michael Piller s'encarregava de la sala de l'escriptor i va decidir que volia que la sèrie s'arrisqués, i que la temporada s'acabaria amb una deixada en suspens, cosa que Star Trek no havia fet abans Els productors també volien una deixada en suspens per problemes de contracte amb diversos actors i la incertesa sobre qui tornaria.
Tot i que el públic l'hauria vist com un episodi de Picard, Piller va considerar que era un episodi centrat en Riker i va relacionar el dilema del personatge sobre si havia de deixar o no l' Enterprise amb les seves pròpies experiències com a productor executiu de Star Trek. Piller es va sentir preparat per marxar en lloc de seguir sent segon al comandament, però Gene Roddenberry i Rick Berman el van convèncer per quedar-se.

### Guió
Piller va escriure "Part I" sense ni idea de com acabaria la "Part II" i va dir: "Ho descobrirem la temporada vinent". Quan va començar la producció de la quarta temporada, hi havia un equip d'escriptors gairebé completament nou i van treballar junts a la sala de l'escriptor per trencar la història. L'escriptor Ronald D. Moore va considerar que "Part II" tenia una mica de tecnoxerrameca, i no va ser tan satisfactòria com la primera meitat.
Durant el procés d'escriptura dels episodis, Piller va treballar amb Moore, que va escriure el següent episodi "Família". Els dos escriptors van considerar que "Família" era l'última entrega de "El bo i millor d'ambdós mons" com a trilogia. Inicialment, no hi havia cap pla per tenir un episodi que reflexionés sobre els efectes actuals sobre Picard després dels esdeveniments traumàtics de les dues parts, però després que Piller va plantejar el problema amb Roddenberry i Berman, es va acordar afegir-lo sempre que inclogués una història de ciència-ficció. En canvi, Moore i Piller van acordar tenir tres històries familiars incloses a l'episodi que tindrien ressonància entre elles.

### Maquillatge
El supervisor de maquillatge Michael Westmore va dir que van necessitar molts maquilladors i molt de temps per crear els Borg. En aquell moment el procés va durar almenys tres hores per aplicar el maquillatge i la disfressa. Ho tenien organitzat en una línia de producció per fer-ho el més ràpid possible. Va trobar que els resultats eren inconsistents, ja que cada maquillador utilitzava diferents tècniques per ombrejar les cares. Aquest procés laboriós va portar a Westmore a fer un curs d'aerògraf, que va permetre obtenir resultats més consistents i després va insistir que qualsevol maquillador contractat sabia com utilitzar un aerògraf.

### Attrezzo
Alan Sims es va encarregar de l'attrezzo, i va dissenyar el comandament a distància dels braços protèsics Borg. El làser muntat al cap al vestit de Patrick Stewart era un làser de 200 dòlars que Michael Westmore, Jr. havia adquirit i que no s'havia utilitzat anteriorment en la producció de televisió.

### Efectes especials
El cub Borg va ser creat pel coordinador d'efectes visuals Gary Hutzel utilitzant peces de kits de models disponibles. La sèrie no utilitzava CGI i es van haver de construir tots els models de naus espacials de la sèrie. El pressupost era limitat i com que no es podien permetre que un modelista el construïs, Hutzel el va construir ell mateix. Va grapar tela metàl·lica a un marc i després va enganxar-hi taulers coberts amb els diferents trossos. Per a l'explosió climàtica a "Part II", un pirotècnic va manipular el cub amb cordó detonant. L'escenari es va netejar abans de la detonació, però va explotar com una granada i es van incrustar fragments a les parets de l'escenari. La coordinadora d'efectes visuals Judy Elkins va suggerir utilitzar joguines i maquetes per ampliar la flota, i van convidar diverses persones del departament d'art i altres persones de l'espectacle per a un model a escala. Se'ls permetia modificar les naus com volguessin i donar-los els seus propis noms. Hutzel va dir: "Vam ser capaços de fer unes quantes naus d'aquesta manera amb un esforç i diners força mínims. Els vaig equipar tots amb il·luminació interna perquè semblin que s'havien incendiat i els vam rodar d'aquesta manera. La companyia de joguines ens els va donar de franc."

### Música
La banda sonora va ser composta i dirigida per Ron Jones i finalment es va publicar com a àlbum el 1991. Jones va compondre música semblant de la deixada en suspens per a l'episodi 100 de Family Guy, "Stewie Kills Lois" ja que Seth MacFarlane i David A. Goodman havien volgut utilitzar la música real, però no van poder obtenir els drets de Paramount.
L'àlbum es va tornar a publicar el 2013 com una edició ampliada de dues parts per GNP Crescendo Records [GNPD 8083], per incloure material inèdit de Jones.

## Emissió i llançament
La part I es va emetre originalment en redifusió per televisió a partir del 18 de juny de 1990, després la part II es va emetre a partir del 24 de setembre de 1990. Molts observadors noten la frustració d'haver d'esperar per veure la conclusió.
El 3 d'octubre de 1995 "El bo i millor d'ambdós mons, Part I" i "Transfiguracions" foren llançats en LaserDisc als Estats Units. El 27 de febrer de 1996 "El bo i millor d'ambdós mons, Part II" i "Humà de cop i volta" foren llançats en LaserDisc als Estats Units.
El juny de 1996, ambdues parts d' "El bo i millor d'ambdós mons" es van publicar al Regne Unit en un LaserDisc en format PAL, amb una pista d'àudio Dolby Surround. Ambdues parts es van publicar en un LaserDisc en format PAL a Alemanya també, el títol de la portada "Angriffsziel Erde" amb una pista d'àudio doblada en alemany.
La "Part I" de l'episodi es va publicar amb la caixa del DVD de la tercera temporada de Star Trek: La nova generació, llançat als Estats Units el 2 de juliol de 2002. "Part II" es va publicar amb la caixa del DVD de la quarta temporada de Star Trek: La nova generació, llançat als Estats Units el 3 de setembre de 2002. Ambdues temporades tenien una pista d'àudio Dolby Digital 5.1 per "El bo i millor d'ambdós mons".
Els dos episodis, preparats per al llançament del disc de vídeo òptic Blu-ray i per promoure el llançament de la tercera temporada en Blu-ray, es van combinar amb entrevistes i preses descartades i es van mostrar com un esdeveniment d'una nit només a les sales de cinema dels Estats Units i el Canadà la nit del 25 d'abril de 2013. En aquesta versió, s'elimina el resum breu de la part I al començament de la part II i no hi ha cap segon muntatge de crèdits inicials. El senzill de 90 minuts també té algunes característiques especials i comentaris d'àudio disponibles per a l'episodi.
Una revisió del llançament del Blu-Ray va assenyalar que va ser una "aventura de Star Trek millor que la mitjana", assenyalant les dificultats a les quals s'enfrontava Riker (interpretat per Jonathan Frakes), així com la featurette i els extres.
"El bo i millor d'ambdós mons" també s'ha publicat en DVD, com ara la col·lecció de 14 episodis, Star Trek Fan Collective - Borg el 2006, i també en cintes VHS.

## Recepció
El primer episodi va guanyar els Premis Emmy a la "Direcció d'art excepcional per a una sèrie" i
"Edició de so excepcional per a una sèrie".
La història va aparèixer als  "100 Most Memorable Moments in TV History" (1 de juliol de 1996) de TV Guide, on va ocupar el lloc número 50. L'episodi també va ocupar el lloc 70 a "The 100 Greatest TV Episodes of All Time". La primera part es va classificar en vuitena posició dels deu episodis de Star Trek per a la celebració per la revista del 30è aniversari de la franquícia.
El 2012, Keith R.A. DeCandido de Tor.com va tornar a veure els episodis. Va puntuar la primera part deu sobre deu, i la segona part sis sobre deu.
Aquest episodi ha continuat sent molt elogiat, va ser catalogat com el millor de la sèrie per Empire l'any 2008. L'any 2016, The Washington Post el va classificar com el millor episodi de tots els de Star Trek i va dir que va tenir la més gran deixada en suspens de la història de la televisió. La línia de Riker "Sr. Worf: Foc" va ser descrita per TheWrap com una de les més grans deixades en suspens de la història de la televisió.El 2016 The Hollywood Reporter va classificar "El bo i millor d'ambdós mons" com el segon episodi més important de totes les sèries de Star Trek. El 2009, l'episodi fou classificat el número 36 de la llista de TV Guide "TV's Top 100 Episodes of All Time".
El tinent comandant Shelby com a personatge també ha estat elogiat. El 2017, Den of Geek va classificar el paper d'Elizabeth Dennehy a "El bo i millor d'amddós mons" (parts I i II) com un dels deu millors papers convidats a Star Trek: La nova generació. Assenyalen que Elizabeth Dennehy fa un gran treball per mantenir-se amb la resta del repartiment i interpretar a un oficial capaç. El 2016, Wired la va classificar com el 56è personatge més important de la Flota Estel·lar dins de l'univers de ciència-ficció Star Trek que inclou tant pel·lícules com sèries de televisió però no el cànon de l'univers expandit.
El 2017, Netflix va anunciar que ambdues parts de "El bo i millor d'ambdós mons" estaven entre els quatre episodis de "Star Trek: La nova generació" entre els deu episodis més vists de la franquícia de Star Trek al seu servei de streaming, basat en dades des que la franquícia es va afegir a Netflix el 2011.
El 2018, Entertainment Weekly va classificar "El bo i millor d'ambdós mons" com un dels deu millors moments de Jean-Luc Picard.
Space.com va recomanar el 2020 veure aquest episodi com a fons de Star Trek: Picard. També, Games Radar va recomanar veure aquest episodi abans d'aquesta sèrie. El 2020, SyFy Wire va incloure aquest episodi a la seva guia "Best of Borg Worlds" com un dels set episodis essencials de temàtica Borg per veure com a rerefons abans de Star Trek: Picard. El 2020, Screen Rant va classificar "El bo i millor d'ambdós mons" com el 12è millor episodi de tots els episodis de televisió de la franquícia de Star Trek fins aquell moment,i el 2021 va dir que era el millor episodi Borg basat en una puntuació IMDB puntuació de 9,4 sobre 10 en aquell moment. El 2019, van dir que l'episodi de dues parts era "una de les millors històries de tota la ciència-ficció" i van assenyalar-la com un ús poderós de la "raça cibernètica rusc" del programa. El 2020, The Digital Fix va determinar que aquest era el millor episodi de Star Trek: La nova generació.